# Hans-Fredrik Ringdén
Hans-Fredrik Ringdén, född 13 augusti 1909 i Lidingö församling, Stockholms län, död 17 maj 2001, var en svensk jurist.
Ringdén avlade juris kandidatexamen vid Stockholms högskola 1934. Efter tingstjänstgöring 1934–1937 utnämndes han till fiskal i Svea hovrätt 1938, var sekreterare i Ovansiljans domsaga 1940–1943 och blev adjungerad ledamot i Svea hovrätt 1945, assessor 1952, revisionssekreterare 1954 och hovrättsråd i Svea hovrätt 1955. Han var regeringsråd 1960–1976. Som regeringsråd tjänstgjorde han som ledamot av lagrådet 1967–1969.
Hans-Fredrik Ringdén hade också en rad andra uppdrag i olika delar av statsförvaltningen, kommittéväsendet och försvarsmakten. Han var byråchef i hyresrådet 1947–1950 och dess vice ordförande 1953–1960, var byråchef i Justitiedepartementet 1957–1960, hade andra uppdrag i justitiedepartementet 1950–1951 och i försvarsdepartementet 1951–1953. Han var ledamot i hyresregleringskommittén 1951–1954. Ringdén var vice auditör 1946–1948, auditör hos chefen för Flygvapnet med flera 1949–1960 och ersättare för ordföranden i Flygvapnets haverikommission 1959–1960. Han var ordförande i bostadsrättskommittén 1964–1969 och utsågs 1976 till ordförande för rättshjälpsnämnden i Stockholm.

## Utmärkelser
- Kommendör med stora korset av Nordstjärneorden, 6 juni 1970.[1]